# Krzysztof Goźdź-Roszkowski
Krzysztof Andrzej Goźdź-Roszkowski (ur. 23 lutego 1942 w Sandomierzu, zm. 26 października 2024 w Łodzi) – polski prawnik, historyk państwa i prawa, profesor nadzwyczajny UŁ, w latach 1991–1993 zastępca członka Trybunału Stanu.

## Życiorys
Syn Lechosława i Ireny z domu Nowińskiej. W 1964 ukończył studia prawnicze na Uniwersytecie Łódzkim. W 1972 doktoryzował się pisząc pracę pt. Rozdawnictwo skonfiskowanych dóbr ziemskich w prawie polskim XV–XVI wieku pod kierunkiem Filomeny Bortkiewiczowej. W 1989 uzyskał habilitację na podstawie rozprawy Sytuacja prawna „dyplomatycznych” posiadaczy dóbr ziemskich pojezuickich w Polsce u schyłku XVIII w. (nagrodzonej Nagrodą Rektora UŁ). Od 1964 pracownik naukowy macierzystego wydziału w Katedrze Historii Państwa i Prawa Polskiego kolejno na stanowiskach asystenta, starszego asystenta (1966), adiunkta (1972), docenta i profesora nadzwyczajnego (1990). Od 2005 do 2011 kierował Zakładem Historii Administracji UŁ, wykładał także w Wyższej Szkole Ekonomiczno-Humanistycznej im. prof. Szczepana A. Pieniążka w Skierniewicach. Jego zainteresowania naukowe obejmują m.in. władzę monarszą, nietykalność majątkową szlachty, prawo karne, prawo własności oraz administrację w przedrozbiorowej Polsce. Został członkiem Polskiego Towarzystwa Historycznego i Łódzkiego Towarzystwa Naukowego. W IV kadencji (1991–1993) był zastępcą sędziego Trybunału Stanu.

## Odznaczenia
Odznaczony Złotym Krzyżem Zasługi (1985), Odznaką „Za zasługi dla Województwa Piotrkowskiego” (1986). Sześciokrotnie wyróżniany nagrodą rektora Uniwersytetu Łódzkiego za osiągnięcia w pracy dydaktycznej, otrzymał też Złotą Odznakę UŁ, Medal 50-lecia UŁ i Medal UŁ w Służbie Społeczeństwu i Nauce.